# Game Party
Game Party es un videojuego desarrollado por FarSight Studios y publicado por Midway Games. Game Party se vendió como un título económico para la Wii. Es el primer juego de la serie Game Party. Salió a la venta el 27 de noviembre de 2007 en Norteamérica, el 14 de febrero de 2008 en Australia y el 15 de febrero de 2008 en Europa.

## Desarrollo
En 2006, Midway Games se asoció con FarSight Studios para crear una colección de minijuegos sólo para la Wii. Así que a principios de 2007 Midway anunció su alineación de otoño para las consolas de Nintendo. Más tarde Midway publicó nueva información y capturas de pantalla. Antes del lanzamiento del juego, Midway anunció que Game Party iba a ser un título económico. El juego salió a la venta, pero tuvo algunas dificultades de fabricación.[cita requerida]

## Juego
Game Party presenta una colección de juegos clásicos de habilidad de todo el mundo, desde lugares de deportes americanos a lugares de reunión europeos. Utilizando la interfaz de control única de la Wii, el jugador puede competir en juegos clásicos como los dardos, los favoritos modernos como el hockey de aire y el tiro al aro, o participar en concursos de trivia multijugador. Hay más de media docena de juegos disponibles. El jugador puede ganar entradas para desbloquear nuevos minijuegos, personajes, mesas, etc.

## Secuelas
Game Party 2 fue anunciado el 18 de abril de 2008, en el evento Midway's Gamer Day en Las Vegas. El juego fue lanzado el 6 de octubre de 2008. En Europa y Australia fue conocido como More Game Party. En su presentación 10-K, Midway anunció que Game Party 3 fue desarrollado y lanzado el 6 de octubre de 2009.
- Game Party: In Motion
- Game Party Champions

## Recepción
Game Party es considerado uno de los peores juegos de todos los tiempos, con una puntuación de 25 sobre 100 en Metacritic. IGN dijo que este juego inició la ola de "shovelware" en la Wii, criticando los gráficos y los minijuegos.
Muchos lugares le dieron a este juego un 1 de 10: Eurogamer criticó los gráficos y el factor de diversión del juego, diciendo: "La experiencia Game Party es como ir a una fiesta en la que no hay nada para beber más que brandy Tesco Value y sólo hay otros cuatro invitados y todos son racistas y luego tu ex aparece y se va con una supermodelo danesa". AceGamez criticó los controles y dijo que el juego trata de simular la diversión de juegos como WarioWare: Smooth Moves, sin éxito.

## Ventas
La primera Game Party recibió el premio "Platino" de ventas de la Asociación de Editores de Software de Entretenimiento y Ocio (ELSPA), indicando ventas de al menos 300.000 copias en el Reino Unido.
El 12 de febrero de 2009, Midway Games anunció que la serie Game Party había vendido más de 3 millones de unidades.